# Laerte Levai
Laerte Fernando Levai é escritor, ensaísta e promotor de justiça brasileiro pelo Ministério Público do Estado de São Paulo, estando lotado na comarca de São José dos Campos, e se distinguiu na luta pelos direitos animais, pela defesa ecológica e contra a prática científica da vivissecção. 
Ele atua como membro pesquisador do Diversitas – Núcleo de Estudos das Diversidades, das Intolerâncias e dos Conflitos, ligado à Faculdade de Filosofia, Letras e Ciências Humanas da Universidade de São Paulo (USP). Leciona como professor convidado no curso de especialização em direitos difusos da Escola Superior do MP-SP.

## Biografia
Formado em Direito pela Universidade Presbiteriana Mackenzie e em Jornalismo pela Faculdade Cásper Líbero, Laerte Levai desempenhou profissionalmente diversas funções ligadas ao Direito como a de Serventuário da Justiça e a de Delegado de Polícia, ambas no estado de São Paulo, até o ano de 1990, quando, após aprovação em concurso público, assumiu o cargo de Promotor de Justiça, atuando inicialmente na Comarca de Jundiaí e  na comarca de São José dos Campos, até início de 2023, quando aposentou-se da função, após quase 30 anos de Ministério Público.
Atualmente, estuda na Bahia pela obtenção do Pós Doutorado.
Em 2007, torna-se especialista em Bioética pela Faculdade de Medicina da Universidade de São Paulo (FM-USP) e no ano de 2010 obtém o título de Mestre em Direito Ambiental pelo Centro Universitário Salesiano de São Paulo (UNISAL-Lorena).
Em 2017, obtém o título de Doutor em Literatura Portuguesa pela Universidade de São Paulo (USP) com a tese "Expressões do exílio nos contos de José Rodrigues Miguéis: uma análise cronotópica do despertencimento", sob orientação da professora Raquel de Sousa Ribeiro.

## Direitos animais
Como integrante do Ministério Público do Estado de São Paulo, promoveu diversas ações civis públicas contra a exploração institucionalizada de animais, como rodeios, circos, vaquejada, rinhas de galo, experimentação e matadouro, além de denunciar criminalmente aqueles que maltrataram ou torturaram animais, sobretudo cães, gatos, pássaros e cavalos. Adepto do veganismo, assim escreveu no seu livro "Direito dos Animais": 
 "A filosofia hindu – que preconiza a harmonia cósmica entre todas as criaturas – remanescem um patamar quase inatingível ao modus vivendi ocidental.".— Laerte Levai
No âmbito jurídico, ele fez a crítica das leis penais permissivas de comportamentos cruéis, nas quais o animal "não figura como vítima de abuso ou maus-tratos (o sujeito passivo é a coletividade), mas objeto material do delito." Propôs ações civis públicas contra a prática de rodeios, circos, vaquejadas, vivissecção e abate cruel, considerando os animais como seres sencientes e sujeitos de direito.
Autor do livro Direito dos animais, publicado pela editora Mantiqueira de Campos do Jordão, participa da Revista Brasileira de Direito Animal, editada pelo Instituto Abolicionista Animal, instituição da qual foi vice-presidente, em conjunto com o Programa de Pós-Graduação em Direito da UFBA e é colunista do agência de notícias ANDA, escrevendo para a coluna Olhar Literário. 
Em 2007 propôs, em congresso estadual do Ministério Público, uma tese institucional em favor da criação da Promotoria de Defesa Animal.

## Obras

### Livros
- Memorial Noturno. Campos do Jordão: Mantiqueira, 1996.
- Direito dos animais. 2. ed. São Paulo: Mantiqueira, 2004. (1ª ed., 1998).

### Principais artigos e capítulos de livros jurídicos
- LEVAI, Laerte. Animais e Bioética: Uma Reflexão Filosófica. Bioética e Biodireito - Caderno Jurídico - Escola Superior do Ministério Público de São Paulo, São Paulo, 2001.
- LEVAI, Laerte. Crueldade Consentida - Critíca a Razão Antropocêntrica. Revista Brasileira de Direito Animal, Salvador, a. 1, n. 1, 2006.
- LEVAI, Laerte. Experimentação Animal: Histórico, Implicações Éticas e Caracterização como Crime Ambiental. In: Thales Tréz (Org.). Instrumento Animal: O Uso Prejudicial de Animais no Ensino Superior. Bauru: Canal 6, 2008.
- LEVAI, Laerte F. Direito animal: uma questão de princípios. Revista Diversitas (USP), São Paulo, n.5, 2016.
- LEVAI, Laerte. Cultura da violência: a inconstitucionalidade das leis permissivas de comportamento cruel en animais. In: FIGUEIREDO, Guilherme Purvin; BRITO, Álvaro (org.). Direito ambiental e proteção dos animais. São Paulo Letras Jurídicas, 2017.

### Principais textos literários
- LEVAI, Laerte. Luzes da Ribalta. Jornal Vale Paraibano, 14 dez. 1995.
- LEVAI, Laerte. A um Poeta Anônimo. Jornal Vale Paraibano, 23 jan. 1996.
- LEVAI, Laerte. Educação Sentimental. Jornal Vale Paraibano, 12 set. 1996.
- LEVAI, Laerte. Arte Poética. Jornal Vale Paraibano, 29 dez. 1996.
- LEVAI, Laerte. Ilha dos Prazeres. Jornal Vale Paraibano, 01 fev. 1997.
- LEVAI, Laerte. Caminhos e Descaminhos do Cinema Brasileiro. Jornal Vale Paraibano, 03 jun. 1997.
- LEVAI, Laerte. A Carta dos animais. Jornal Vale Paraibano, 20 jan. 1998.
- LEVAI, Laerte. A Transcendência da Arte. Jornal Vale Paraibano, Jornal Vale Paraibano, 25 fev. 1998.
- LEVAI, Laerte. Vida Breve, Arte Longa. Jornal Vale Paraibano, 05 fev. 1999.
- LEVAI, Laerte. A Morte dos Girassóis. Jornal Vale Paraibano, 17 abr. 1999.
- LEVAI, Laerte. Tesouros da Terra. Jornal Vale Paraibano, 12 out. 1999.
- LEVAI, Laerte. José do Patrocínio, o abolicionista. Agência de Notícias em Direitos Animais: Olhar Animal, 1 jun. 2009.
- LEVAI, Laerte. "REGRESSO À CÚPULA DA PENA": O MITO DO ETERNO RETORNO EM JOSÉ RODRIGUES MIGUÉIS. Revista Desassossego, 4(8), pp. 106-114, 2012.

### Principais resenhas acadêmicas
- LEVAI, Laerte. Recensión del libro "Direito da Saúde Animal" (Derecho de la Salud Animal) de Luciano Rocha Santana y Thiago Pires Oliveira. Derecho Animal (Forum of Animal Law Studies), Barcelona, 11/1 (2020).[4]

## Prêmios e homenagens
- 3º lugar no VIII Concurso Literário Mario Quintana, na categoria Crônica (2012)[5]
- 1º lugar (em conjunto com Jaime Meira do Nascimento Junior) no Prêmio Clóvis Alberto D’ac De Almeida de Melhor Arrazoado Forense, na categoria Série Cível e Difusos e Coletivos (2017).[6]